# Божур поляна (Първомайци)
Божур поляна е защитена местност в България. Намира се в землището на село Първомайци, област Велико Търново.
Защитената местност е с площ 19,77 ha. Обявена е на 2 септември 1968 г. с цел опазване на находище на червен божур.
В защитената местност се забраняват:
- секат, кастрят и повреждат дърветата, както и да се късат или изкореняват всякакви растения;
- допускане на паша на всякакъв вид добитък през всяко време;
- преследване и убиване на дивите животни и техните малки или да се развалят гнездата и леговищата на същите;
- разкриване на кариери за камък, пясък или пръст, с което се поврежда и изменя естествения облик на местността, включително и на водните течения;
- чупенето, драскането и повреждането по какъвто и да е начин на скалните и земни образувания, на сталактитите и други формации в пещерите;
- воденето на голи и интензивни главни сечи.[1]

Разрешава се извеждането на санитарна сеч и отсичането на престарели и с влошени декоративни качества дървета.